# Кушнир, Александр Дмитриевич
Александр Дмитриевич Кушнир (род. 1 сентября 1946, Кызыл-Кыя, Ошская область) — украинский политик. Руководитель центрального аппарата и член президиума Политсовета Партии регионов (с 2006), народный депутат Украины 3 созыва.

## Биография
Родился 1 сентября 1946 года в городе Кызыл-Кия. По национальности украинец.
Получил образование в Донецком строительном техникуме (1960—1965) по специальности «техник-механик». С 1959 по 1974 год учился в Донецком государственном университете на экономическом факультете по специальности «Планирование промышленности».
С апреля 1965 года работал слесарем в Управлении механизации строительства в городе Запорожье. С августа 1965 года служил в армии в Южной группе войск. После возвращения со службы в июле 1968 года устраивается на должность инженера в тресте «Доноргтехстрой». С ноября 1969 года начинает работать инструктором, зав. отделом комсомольских организаций, 2-м секретарем Донецкого МК ЛКСМУ; с мая 1975 года — инструктором, заместителем зав. орготдела Донецкого МК КПУ; с декабря 1982 года — инструктором., зав. сектором, заместителем зав. отдела, 1-й заместителем. зав. отдела организационно-партийной работы Донецкого ОК КПУ. С октября 1991 до февраля 1992 занимал должность заместителя директора МП «РИТ», с февраля по декабрь того же года — зав. орготделом Республиканского объединения профсоюзов «Солидарность» и в Федерации профсоюзов «Солидарность», с декабря 1992 года по май 1998 года — упр. делами в Донецком горисполкоме. Был зав. секретариата Комитета по вопросам топливно-энергетического комплекса, ядерной политики и ядерной безопасности Верховной Рады Украины.

## Политическая деятельность
В 1968 году вступил в ряды Коммунистической партии Украины, должность члена президиума ЦК КПУ занимал с февраля 1995 года по июнь 2003 года. С 2000 года является академик Украинской муниципальной академии. Народный депутат Украины 3 созыва (03.1998-04.2002 от КПУ, № 58 в списке). На время выборов был упр. делами Донецкого горисполкома, членом КПУ. Во время каденции был председателем Комитета по вопросам государственного строительства, местного самоуправления и деятельности советов (07.1998-02.2000), член Комитета по вопросам государственного строительства и местного самоуправления (с 02.2000); член фракции КПУ (с 05.1998).
Награжден орденом «За заслуги» III ст. (08.2011).

## Личная жизнь
Жена Нина Михайловна (род. 1949), которая работает учителем русского языка. У супругов двое детей: сын Кирилл (род. 1973) и дочь Екатерина (род. 1976) — оба работают экономистами.